# Brzęczka (ptak)
Brzęczka (Locustella luscinioides) – gatunek niewielkiego ptaka wędrownego z rodziny świerszczaków (Locustellidae). Nie jest zagrożony.

## Zasięg występowania
Zamieszkuje większość środkowej i wschodniej Europy, wyspowo zachodnią i południową Europę (z wyjątkiem wysokich gór i prawie całej Wielkiej Brytanii), afrykańskie wybrzeża Morza Śródziemnego oraz Azję Mniejszą, kraje Lewantu i Azję Środkową. Nie występuje w Skandynawii i na Islandii. Przeloty w IV–V i VIII–IX, zimuje w Afryce, na południe od Sahary.
W Polsce nieliczny, ale rozpowszechniony ptak lęgowy na niżu, lokalnie może być liczny lub bardzo liczny. Nie występuje jedynie w okolicach pozbawionych zbiorników wodnych.

## Systematyka
Ptaki z rodziny świerszczaków były wcześniej zaliczane do pokrzewkowatych (Sylviidae). Brzęczka jest blisko spokrewniona ze strumieniówką (L. fluviatilis). Wyróżniono trzy podgatunki L. luscinioides:
- Locustella luscinioides luscinioides – Europa do Uralu i Bałkanów, północno-zachodnia Afryka; zimuje w zachodniej Afryce (Senegal na wschód do jeziora Czad, na południe po północną Ghanę), prawdopodobnie także w Sudanie Południowym.
- Locustella luscinioides sarmatica – wschodnia Ukraina i południowa europejska część Rosji; zimuje w północno-wschodniej Afryce.
- Locustella luscinioides fusca – Turcja i Jordania do Kazachstanu; zimuje w północno-wschodniej Afryce.

## Charakterystyka
Wygląd zewnętrznyNie występuje dymorfizm płciowy – obie płci ubarwione jednakowo. Wierzch ciała, głowa, skrzydła i ogon jednolicie ciemnobrązowe, o ciepłym, czerwonawym odcieniu. Nad okiem wyraźna biała brew, blednąca przy tylnym końcu. Spód ciała beżowy lub brązowawy, podgardle białawe, boki tułowia i podogonie ciemniejsze, pomarańczowobrązowe. Dziób szarobrązowy, szydłowaty. Nogi jasnobrązowe. Młode podobne do dorosłych.
Wyglądem przypomina strumieniówkę (która jednak ma wyraźny rysunek na piersi i bardziej szary odcień upierzenia) oraz trzcinniczka (ale brzęczka ma ciemniejszy wierzch, beżową pierś niekiedy z rozmytym plamkowaniem oraz szerszy i bardziej zaokrąglony ogon).
Rozmiarydługość ciała: ok. 14–15 cm, rozpiętość skrzydeł: ok. 18–21 cm
Masa ciałaok. 15–16 g
GłosOstrzega ostrym, metalicznie skrzypiącym dźwiękiem. Śpiew to jednostajny, głośny i szybki, brzęczący terkot. W porównaniu do głosu świerszczaka jest niższy, ostrzejszy i pojedyncze tony są mniej rozróżnialne. Zwykle śpiewa siedząc na źdźble trzciny, często nocą.
ZachowaniePrzebywa najczęściej pośród trzcin, trudna do wypatrzenia, lecz łatwa do usłyszenia. Porusza się gwałtownie, kiwa ogonem i często nagle zapada w zarośla, co jest charakterystyczne dla wszystkich gatunków z rodzaju Locustella. Potrafi zwinnie wspinać się po trzcinach i gałęziach krzewów, niekiedy też chodzi po ziemi u podnóża szuwarów.

## Środowisko
Rozległe trzcinowiska, zarośnięte brzegi jezior i innych zbiorników wodnych. Może również występować w nadrzecznych zaroślach wierzbowych.

## Pożywienie
Głównie owady i ich larwy, a także ślimaki i pajęczaki.

## Lęgi

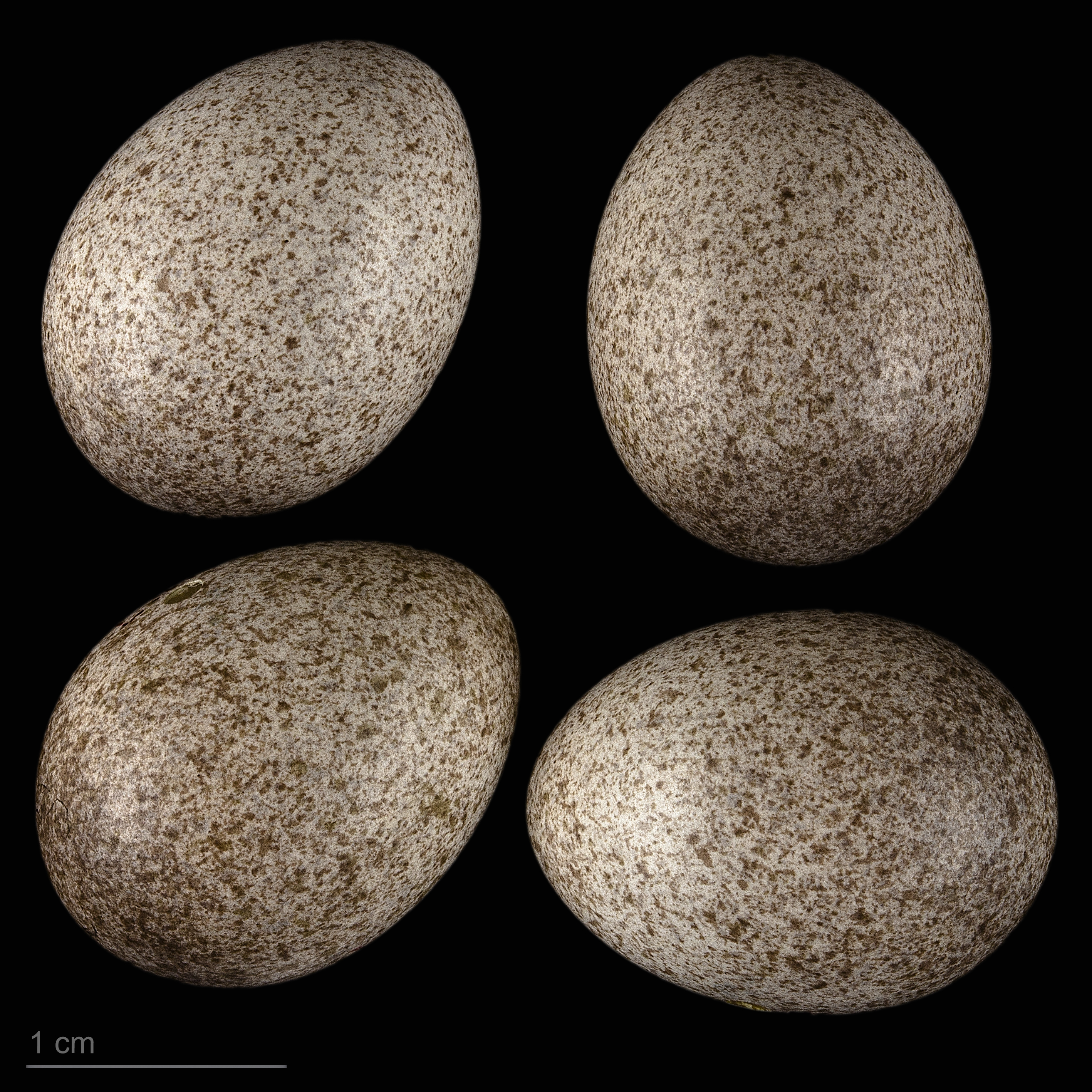
Locustella luscinioides

Wyprowadza dwa lęgi w roku, w maju oraz w czerwcu.
Zachowania godoweZaraz po powrocie z zimowisk (w połowie kwietnia) samce bronią swojego rewiru, który zajmuje 0,2–0,8 ha, głośnym śpiewem (głównie nocą i o świcie, wtedy bowiem ptaki te migrują i jest największa szansa, że samice usłyszą śpiew samców).
GniazdoUkryte wśród trzcin, ok. 20 cm nad wodą lub bagnistym gruntem blisko brzegu zbiornika wodnego.
Jaja i wysiadywanieSamica składa 4–6 jaj, za których wysiadywanie przez 11–12 dni odpowiedzialni są oboje partnerzy.
PisklętaPisklęta opuszczają gniazdo po 13–15 dniach. Jednak rodzice dokarmiają je jeszcze przez ok. 2 tygodnie. Po odchowaniu młodych samica przygotowuje się do drugiego lęgu.

## Status i ochrona
Międzynarodowa Unia Ochrony Przyrody (IUCN) uznaje brzęczkę za gatunek najmniejszej troski (LC – Least Concern) nieprzerwanie od 1988 roku. Liczebność światowej populacji, wstępnie obliczona w oparciu o szacunki organizacji BirdLife International dla Europy z 2015 roku, mieści się w przedziale 0,8–1,5 miliona dorosłych osobników. Globalny trend liczebności populacji uznawany jest za stabilny.
W Polsce objęta ochroną gatunkową ścisłą. Na Czerwonej liście ptaków Polski została sklasyfikowana jako gatunek najmniejszej troski (LC). W latach 2013–2018 krajową populację brzęczki szacowano na 19–53 tysiące par lęgowych. Od początku XX wieku obserwuje się wzrost jej liczebności i rozprzestrzenianie się ze wschodu na zachód. Zagrożenie stanowi dla nich wycinanie i wypalanie trzcinowisk.